# Просвирин переулок
Просви́рин переу́лок — переулок в Красносельском районе Центрального административного округа города Москвы. Проходит от улицы Сретенка до Костянского переулка, лежит между Луковым и Малым Головиным переулками параллельно им. Нумерация домов ведётся от Сретенки.

## Происхождение названия
Первоначальное название Про́свирнин переулок (возникшее в XVIII в. и просуществовавшее вплоть до начала XX века) связано со стоявшим здесь домом про́свирни — женщины, занимавшейся выпечкой для церкви Спаса в Пушкарях просвир (просфор) — белых хлебцев особой формы, употребляемых в православном богослужении. Церковь Спаса в Пушкарях находилась (снесена в 1935 году) на месте школьного здания (угол Сретенки с Просвириным переулком). Современное название переулка является результатом искажения первоначального.

## Примечательные здания и сооружения
По нечётной стороне
- угловое школьное здание имеет № 20 по улице Сретенка. Ранее на этом месте находилось школьное здание, построенное в 1937 году по проекту архитектора А. М. Горбачёва на месте Церкви Спаса в Пушкарях (снесена в 1935 году). В настоящее время здание занимает ГБОУ СОШ «Пушкинский лицей N 1500».
- № 5/6 — жилой дом построен в 1900—1901 годах по проекту архитектора П. А. Ушакова. Здание отнесено к категории вновь выявленных объектов культурного наследия[4].
- № 7/8 — доходный дом Е. П. Гургенадзе (1914, архитектор С. Б. Залесский)[2]
- № 9 — жилой до 1998 года постройки
- № 11 — жилой дом 1911 года постройки. Изначально четырёхэтажный, надстроен в 1980-х годах до семи этажей.
- № 13 — доходный дом И. М. Кузнецова[5] построен в 1911—1912 годах по проекту архитектора О. Г. Пиотровича. Реконструирован в 1980-х годах. Первый этаж здания оштукатурен, остальные покрыты гладкой строительной керамикой — кабанчиком.
- № 15 — доходный дом И. М. Куликова построен 1914 году архитектором С. Б. Залесским. Майоликовое панно в аттике выполнено на Абрамцевском керамическом заводе С. И. Мамонтова[6].
- угловой дом имеет № 11 по Костянскому переулку.

По чётной стороне
- № 4 — реконструированные в 2000-х годах дома конца XIX — начала XX веков объединены в единый комплекс:
  - доходный дом (1878, архитектор М. К. Геппенер)[2]
  - доходный дом (1901, архитектор К. А. Михайлов), позднее надстроен[7].
- № 6 — четырёхэтажное здание с подземной частью построено в 1997 году.
- № 8 — в доме 1923 года постройки находится один из офисов Либерально-демократической партии России (ЛДПР) и общественная приёмная Заместителя Председателя Госдумы РФ В. В. Жириновского
- № 12 — жилой дом XVIII—XIX веков. Здание является объектом исторического и культурного наследия федерального значения[8].

## Транспорт
- Станции метро «Тургеневская», «Сретенский бульвар», «Чистые пруды», «Сухаревская».
- Автомобильное движение по Просвирину переулку одностороннее, по направлению от Костянского переулка к улице Сретенка.